# Virus dell'encefalite di Murray Valley
Il virus dell'encefalite Murray Valley (MVEV, da Murray Valley encephalitis virus) è un arbovirus della famiglia Flaviviridae, genere Flavivirus, appartiene al IV gruppo dei virus a ((+) ssRNA); esso è endemico nell'Australia settentrionale e in Papua Nuova Guinea. E l'agente causale dell'encefalite di Murray Valley (precedentemente conosciuta anche con il nome di encefalite australiana) e nell'essere umani può causare malattie neurologiche permanenti e perfino la morte.
Il MVEV è correlato al virus Kunjin, il quale ha un'ecologia simile, ma si caratterizza per un tasso di mortalità inferiore. Anche se MVEV è un arbovirus endemico nell'Australia del Nord, sono state registrate alcune sue occasionali diffusioni negli stati meridionali dell'Australia durante i periodi di forti piogge, generalmente in occasione della stagione dei monsoni estiva, a seguito delle inondazioni stagionali del sistema fluviale del fiume Murray-Darling.

## Vettore
Il MVEV è un virus trasmesso da una zanzara che si mantiene grazie ad un ciclo uccelli-zanzara-uccelli. Gli uccelli acquatici appartenenti all'ordine dei Ciconiformi rappresentano il serbatoio naturale del virus di Murray Valley.  Questo ordine comprende anche gli aironi e cormorani e il virus infetta in particolare l'airone australiano Rufous Night ma occasionalmente può infettare altri animali come alcuni uccelli non acquatici, i cavalli e i canguri. Il vettore principale è stato identificato nella zanzara annulirostris Culex. L'infezione dell'uomo avviene solo ed esclusivamente a seguito di puntura di zanzare infette. Il contagio da essere umano ad essere umano non è infatti possibile.
La zanzara annulirostris Culex si riproduce esclusivamente in acque dolci ed è facilmente identificabile in primavera, estate e autunno nelle zone circostanti fiumi, paludi e altre zone umide naturali, nonché lungo le zone costiere dell'Australia nord-occidentale. Questa zanzara tende a pungere con maggiore facilità al tramonto e nelle prime ore della sera, quindi nuovamente verso l'alba.

## Struttura
I virus della famiglia delle Flaviviridae presentano 3 proteine strutturali: una proteina interna nucleocapsidica (proteina C), una proteina di membrana (proteina M) e una glicoproteina appartenente all'envelope (detta proteina E).
Il genoma a singolo filamento (11 kb) di RNA del flavivirus codifica una poliproteina che è a tutti gli effetti un grande precursore e che viene successivamente trasformata in tre proteine strutturali (proteina C, PRM/M, e E) e sette proteine non strutturali (NS1, NS2A, NS2B, NS3, NS4A, NS4B, e NS5).
La proteina non strutturale 3 (proteina NS3) è un enzima multifunzionale con serina proteasi e domini elicasi DEXH/D la cui attività è fondamentale per la replicazione del flavivirus. Per questo motivo viene anche considerata un possibile bersaglio di futuri composti ad attività antivirale.
La porzione N-terminale della proteina NS3 (che possiede un'attività serina proteasi), è coinvolta nella scissione proteolitica della poliproteina precursore virale, mentre la porzione C-terminale mostra attività trifosfatasi nucleoside (NTPase) e attività elicasi da 3' a 5'.

## Clone
Lo studio scientifico inerente alla genetica del virus dell'encefalite di Murray Valley è stato facilitato dalla realizzazione e manipolazione di un clone infettivo del virus. Le mutazioni nel gene dell'envelope sono state collegate ad una possibile attenuazione della malattia in modelli murini di infezione.